# Qualificazioni al campionato delle nazioni africane 2009
Questa voce raccoglie un approfondimento sui risultati degli incontri di qualificazione alla fase finale della Campionato delle Nazioni Africane 2009.

## Formato, regolamento e sorteggio
La competizione vede partecipare 35 nazionali.
Le 35 squadre sono state divise in base alla zona geografica: Zona Settentrionale, Zona Ovest A, Zona Ovest B, Zona Centrale, Zona Centro-Orientale e Zona Meridionale.
| Zona                  | Numero di squadre partecipanti | Numero di posti disponibili per la fase finale |
| --------------------- | ------------------------------ | ---------------------------------------------- |
| Zona Settentrionale   | 4                              | 1                                              |
| Zona Ovest A          | 5                              | 1                                              |
| Zona Ovest B          | 5                              | 2                                              |
| Zona Centrale         | 5                              | 1                                              |
| Zona Centro-Orientale | 7                              | 1                                              |
| Zona Meridionale      | 9                              | 2                                              |
| Totale                | 35                             | 8                                              |

Non partecipanti:
- Egitto
- Capo Verde
- Sierra Leone
- Guinea-Bissau
- Liberia
- Benin
- Ciad
- Guinea Equatoriale
- São Tomé e Príncipe
- Etiopia
- Somalia
- Gibuti
- Comore
- Lesotho
- Madagascar
- Mauritius
- Seychelles

## Zona Nord

### Turno preliminare
| Squadra 1 | Totale          | Squadra 2 | Andata | Ritorno |
| --------- | --------------- | --------- | ------ | ------- |
| Libia     | 2 - 2 (6-5 dtr) | Tunisia   | 1 - 1  | 1 - 1   |

### Primo turno
| Squadra 1 | Totale          | Squadra 2 | Andata | Ritorno |
| --------- | --------------- | --------- | ------ | ------- |
| Algeria   | 2 - 2 (1-3 dtr) | Marocco   | 1 - 1  | 1 - 1   |
| Libia     | w/o             | Egitto    |        |         |

### Secondo turno
| Squadra 1 | Totale | Squadra 2 | Andata | Ritorno |
| --------- | ------ | --------- | ------ | ------- |
| Marocco   | 3 - 4  | Libia     | 3 - 1  | 0 - 3   |

## Zona Ovest A

### Turno preliminare
| Squadra 1 | Totale      | Squadra 2  | Andata | Ritorno |
| --------- | ----------- | ---------- | ------ | ------- |
| Gambia    | 1 - 1 (gfc) | Mauritania | 1 - 1  | 0 - 0   |

### Primo turno
| Squadra 1  | Totale          | Squadra 2 | Andata | Ritorno |
| ---------- | --------------- | --------- | ------ | ------- |
| Senegal    | 0 - 0 (5-4 dtr) | Mali      | 0 - 0  | 0 - 0   |
| Mauritania | 3 - 3 (gfc)     | Guinea    | 2 - 2  | 1 - 1   |

### Secondo turno
| Squadra 1 | Totale          | Squadra 2 | Andata | Ritorno |
| --------- | --------------- | --------- | ------ | ------- |
| Guinea    | 1 - 1 (1-3 dtr) | Senegal   | 1 - 0  | 0 - 1   |

## Zona Ovest B

### Turno preliminare
| Squadra 1 | Totale | Squadra 2 | Andata | Ritorno |
| --------- | ------ | --------- | ------ | ------- |
| Ghana     | 4 - 1  | Niger     | 2 - 0  | 2 - 1   |
| Togo      | w/o    | Benin     |        |         |

### Primo turno
| Squadra 1 | Totale | Squadra 2    | Andata | Ritorno |
| --------- | ------ | ------------ | ------ | ------- |
| Ghana     | 4 - 2  | Togo         | 2 - 0  | 2 - 2   |
| Nigeria   | 4 - 1  | Burkina Faso | 2 - 0  | 2 - 1   |

### Secondo turno
| Squadra 1 | Totale | Squadra 2 | Andata | Ritorno |
| --------- | ------ | --------- | ------ | ------- |
| Ghana     | 3 - 2  | Nigeria   | 3 - 2  | 0 - 0   |

## Zona Centrale

### Turno preliminare
| Squadra 1          | Totale | Squadra 2 | Andata | Ritorno    |
| ------------------ | ------ | --------- | ------ | ---------- |
| Rep. Centrafricana | 0 - 2  | Gabon     | 0 - 2  | cancellata |
| Rep. del Congo     | w/o    | Ciad      |        |            |

### Primo turno
| Squadra 1    | Totale | Squadra 2      | Andata | Ritorno |
| ------------ | ------ | -------------- | ------ | ------- |
| Camerun      | 3 - 2  | Gabon          | 1 - 2  | 2 - 0   |
| RD del Congo | 4 - 2  | Rep. del Congo | 3 - 0  | 1 - 2   |

### Secondo turno
| Squadra 1 | Totale | Squadra 2    | Andata | Ritorno |
| --------- | ------ | ------------ | ------ | ------- |
| Camerun   | 0 - 3  | RD del Congo | 0 - 2  | 0 - 1   |

## Zona Centro-Orientale

### Turno preliminare
| Squadra 1 | Totale | Squadra 2 | Andata | Ritorno |
| --------- | ------ | --------- | ------ | ------- |
| Ruanda    | 1 - 0  | Burundi   | 1 - 0  | 0 - 0   |
| Kenya     | 1 - 2  | Tanzania  | 1 - 0  | 0 - 2   |
| Eritrea   | 2 - 5  | Uganda    | 2 - 2  | 0 - 3   |

### Primo turno
| Squadra 1 | Totale | Squadra 2 | Andata | Ritorno |
| --------- | ------ | --------- | ------ | ------- |
| Sudan     | 5 - 1  | Ruanda    | 4 - 0  | 1 - 1   |
| Tanzania  | 3 - 1  | Uganda    | 2 - 0  | 1 - 1   |

### Secondo turno
| Squadra 1 | Totale | Squadra 2 | Andata | Ritorno |
| --------- | ------ | --------- | ------ | ------- |
| Tanzania  | 5 - 2  | Sudan     | 3 - 1  | 2 - 1   |

## Zona Meridionale

### Turno preliminare
| Squadra 1 | Totale      | Squadra 2 | Andata | Ritorno |
| --------- | ----------- | --------- | ------ | ------- |
| Malawi    | 2 - 2 (gfc) | Mozambico | 2 - 1  | 0 - 1   |
| eSwatini  | 1 - 4       | Zambia    | 1 - 1  | 0 - 3   |

### Primo turno
| Squadra 1 | Totale | Squadra 2 | Andata | Ritorno |
| --------- | ------ | --------- | ------ | ------- |
| Mozambico | 1 - 2  | Angola    | 1 - 1  | 0 - 1   |
| Botswana  | 1 - 3  | Zambia    | 1 - 0  | 0 - 3   |
| Zimbabwe  | 1 - 0  | Namibia   | 0 - 0  | 1 - 0   |
| Sudafrica | w/o    | Mauritius |        |         |

### Secondo turno
| Squadra 1 | Totale | Squadra 2 | Andata | Ritorno |
| --------- | ------ | --------- | ------ | ------- |
| Angola    | 1 - 3  | Zambia    | 0 - 1  | 1 - 2   |
| Sudafrica | 1 - 3  | Zimbabwe  | 0 - 1  | 1 - 2   |

## Squadre qualificate
| Zona            | Squadra                    |
| --------------- | -------------------------- |
| Zona Nord       | Libia                      |
| Zona Ovest A    | Senegal                    |
| Zona Ovest B    | Costa d'Avorio (ospitante) |
| Zona Ovest B    | Ghana                      |
| Zona Centro     | RD del Congo               |
| Zona Centro-Est | Tanzania                   |
| Zona Sud        | Zambia                     |
| Zona Sud        | Zimbabwe                   |